# Коро (аэропорт)
Аэропорт Коро (ИАТА: KXF, ИКАО: NFNO) — аэропорт, обслуживающий остров Коро, входящий в архипелаг Ломаивичи в провинции Ломаивичи, Фиджи. Управляется компанией Airports Fiji Limited.

## Условия
Аэропорт расположен на высоте 109 метров над уровнем моря. В аэропорту одна взлетно-посадочная полоса с травяным покрытием длиной 790 метров.
Аэропорт Коро — это единственный аэропорт в Фиджи, имеющий наклонную ВПП.

## Авиакомпания и направления
Осуществляется только один регулярный рейс в столицу страны, Суву (аэропорт Нади), раз в неделю, авиакомпанией Fiji Link (подразделение Fiji Airways).